# Полухтино (деревня, Рязанская область)
Полухтино — деревня в России, расположена в Касимовском районе Рязанской области. Входит в состав Погостинского сельского поселения.

## География
Находится в северо-восточной части Рязанской области на расстоянии приблизительно 18 км на запад-северо-запад по прямой от районного центра города Касимов.

## История
В 1859 году здесь (тогда деревня Касимовского уезда Рязанской губернии) было учтено 44 двора, в 1897 — 93.

## Население
Численность населения: 503 человека (1859 год), 654 (1897), 37 в 2002 году (русские 100 %), 10 в 2010.